# Under the Pink
Under the Pink é o segundo álbum solo da cantora e compositora americana Tori Amos. Após o seu lançamento, em janeiro de 1994, o álbum alcançou a posição #12 nos EUA, já no Reino Unido estreou em #1, sua mais bem sucedida estreia no Reino Unido até o momento. O álbum tinha vendido cerca de 220.000 cópias no Reino Unido até o final de 1994, terminando o ano em #61 de álbuns mais vendidos no Reino Unido.
Uma edição especial com dois discos foi lançado exclusivamente na Austrália e Nova Zelândia, intitulado More Pink: The B-Sides.

## Sobre
Em geral este álbum representa um som baseado em mais "piano acústico", e a maioria das faixas do álbum é dedicado a um conjunto clássico de inspiração de músicas de piano. O álbum foi incluído na lista "500 CDs que você deve possuir" da revista Blender. O álbum foi votado entre os melhores álbuns da década de 1990 pela revista Rolling Stone.
Amos realizou a turnê Under the Pink de fevereiro a novembro de 1994, abrangendo muitas das mesmas paradas como na sua turnê anterior. A edição limitada do álbum que comemora a turnê na Austrália incluiu um segundo disco intitulado More Pink, uma coleção de raros B-sides, como "Little Drummer Boy" e uma versão cover de "A Case of You" (Joni Mitchell), foi emitido em novembro de 1994.
Durante esse período, ela também contribuiu com a canção "Butterfly" para a trilha sonora do filme Higher Learning, bem como um cover da canção "Losing My Religion" (R.E.M.).

## Faixas
Todas as canções foram escritas por Tori Amos.
| N.º | Título               | Duração |  |
| 1.  | "Pretty Good Year"   | 3:25    |  |
| 2.  | "God"                | 3:58    |  |
| 3.  | "Bells for Her"      | 5:20    |  |
| 4.  | "Past the Mission"   | 4:05    |  |
| 5.  | "Baker Baker"        | 3:20    |  |
| 6.  | "The Wrong Band"     | 3:03    |  |
| 7.  | "The Waitress"       | 3:09    |  |
| 8.  | "Cornflake Girl"     | 5:06    |  |
| 9.  | "Icicle"             | 5:47    |  |
| 10. | "Cloud on My Tongue" | 4:44    |  |
| 11. | "Space Dog"          | 5:10    |  |
| 12. | "Yes, Anastasia"     | 9:33    |  |

## Desempenho nas tabelas musicais

### Posições
| Tabela musical (1994)              | Melhor posição |
| ---------------------------------- | -------------- |
| Austrália - ARIA Albums Chart      | 5              |
| Áustria - Ö3 Austria Top 40        | 6              |
| Estados Unidos - Billboard 200     | 12             |
| Nova Zelândia - NZ Top 40 Albums   | 15             |
| Países Baixos - Mega Album Top 100 | 10             |
| Reino Unido - UK Albums Chart      | 1              |
| Suécia - Sverigetopplistan         | 15             |
| Suíça - Schweizer Hitparade        | 11             |